# Mario Austin
Mario Trevor Austin (Livingston, 26 febbraio 1982) è un ex cestista statunitense, professionista in Europa, Asia e Sudamerica.

## Carriera
Dopo la carriera di college, nel 2003 si dichiara eleggibile per il draft NBA di quell'anno, venendo scelto, come numero 36 dai Chicago Bulls. Sceglie però di andare in Europa. Momentaneamente si accasa al PBK CSKA Mosca, ma torna presto negli Stati Uniti e gioca in una lega minore.
Nel 2004 emigra in Italia: per un anno veste la canotta della Pallacanestro Biella, della quale contribuisce al raggiungimento della salvezza. Nel 2005 passa in Israele all'Hapoel Gerusalemme con il quale vince la Coppa d'Israele, battendo la ben più quotata Maccabi Tel Aviv. Nel 2007 ritorna in Italia, chiamato dalla Benetton Treviso.
Per la stagione 2008-09 ha firmato per il Beşiktaş.

## Palmarès

### Squadra
- Coppa di Israele: 1

Hapoel Gerusalemme: 2006-2007

### Individuale
- McDonald's All-American Game (2000)
- WBA Player of the Year (2004)
- All-WBA First Team (2004)
- Miglior marcatore WBA (2004)
- Miglior rimbalzista WBA (2004)